# Gaz Lūrī
Gaz Lūrī (persiska: گز لوری, گَس لوری) är en ort i Iran.   Den ligger i provinsen Bushehr, i den centrala delen av landet, 600 km söder om huvudstaden Teheran. Gaz Lūrī ligger 37 meter över havet och antalet invånare är 221.
Terrängen runt Gaz Lūrī är platt. Runt Gaz Lūrī är det glesbefolkat, med 15 invånare per kvadratkilometer. Närmaste större samhälle är Bandar-e Deylam, 17,1 km väster om Gaz Lūrī. Trakten runt Gaz Lūrī är ofruktbar med lite eller ingen växtlighet.